# تصفيات كأس العالم للكريكيت 2023
تصفيات كأس العالم للكريكيت للرجال لعام 2023 هي النسخة الثانية عشرة من تصفيات كأس العالم للكريكيت ، ومن المقرر أن تقام في يونيو ويوليو 2023 في زيمبابوي، وهي تتويج لعملية التأهل لكأس العالم للكريكيت 2023 وستحدد آخر مشاركين لكأس العالم 2023.
كما أنها المرة الأولى التي تقام فيها التصفيات والبطولة في نفس العام، البطولة التي ستضيفها الهند خلال شهري أكتوبر ونوفمبر 2023.
سيضم التصفيات عشرة فرق في المجموع ، وهي الفرق الخمسة الأخيرة من كأس العالم لكرة القدم 2020-23 (باستثناء الهند المضيفة لكأس العالم ) ، والفرق الثلاثة الأولى من كأس العالم 2019-23 ، والفريقين الأولين من كأس العالم. سيتأهل فريقان من هذه البطولة لإكمال ميدان كأس العالم المكون من عشرة فرق.
ستنظم جميع المباريات في البطولة المؤهلة في يوم واحد بنظام One Day International (ODI) ، في يوليو 2020 أعلنت زيمبابوي عزمها على استضافة التصفيات، علماً أن  زيمبابوي كانت قد استضافت سابقاً تصفيات كأس العالم للكريكيت في مارس 2018، وكأس العالم للكريكيت في ديسمبر 2020.

## الدول المشاركة
- زيمبابوي
- سلطنة عمان[3]
- سيرلانكا
- هولندا
- نيبال
- إسكتلندا